# Кредан
Кредан — отшельник корневильский. День памяти — 11 мая.
Святой Кредан (Credan, Credus, Credanus) был из Корнуолла. Неизвестно, в какое время он жил. Его имя связывается с графствами Мейо (Moyne) и Уиклоу (Wicklow), Ирландия, а также с храмом в Санкриде (Sancreed), который был им основан. Согласно Роскарроку (Nicolas Roscarrock), святой Кредан по случайности убил своего отца, с которым был очень близок, после чего покинул мир и стал свинопасом. Его жизнь была столь примерна, сколь это подобает истинному святому.
Известен также иной святой Кредан, настоятель монастыря в Ившеме (Evesham).